# تو باارزش منی
تو باارزش منی (انگلیسی: My Precious You; کره‌ای: 내 사랑 금지옥엽) یک مجموعهٔ تلویزیونی سال ۲۰۰۸ کره جنوبی است. این مجموعه در روزهای شنبه تا یکشنبه ساعت ۱۹:۵۵ (کی‌اس‌تی) از ۴ اوت ۲۰۰۸، برای ۵۴ قسمت از کی‌بی‌اس۲ به روی آنتن
رفت.

## بازیگران

### بازیگران اصلی
- هونگ آ-روم در نقش کیم بو-ری
- کیم سونگ-سو در نقش لی این-هو / جون سول
- لی ته-ران در نقش جانگ این-هو
- جی هیون-وو در نقش جانگ شین-هو
  - پارک جون-موک در نقش جوانی شین-هو
- سونگ جونگ کی در نقش جانگ جین-هو
- یو این-یونگ در نقش بک سه-را
- هونگ سو-آه در نقش بک جه-را
- چوی جین هیوک در نقش‌ها دونگ-وو / الکس

### بازیگران مکمل
- شین کی-جون در نقش لی اون-وو
- کیم سو-جونگ در نقش لی جی-وو
- پارک جو-آه در نقش مادر بزرگ جون سول
- پارک این-هوان در نقش جانگ ایل-نام (پدر این-هو، شین-هو و جین-هو)
- پارک جون-گیو در نقش بک جون-شیک (پدر سه-را و جه-را)
- پارک هه-می در نقش نام جو-ری (مادر سه-را و جه-را)

### سایر بازیگران
- نا مون هی در نقش سونگ این-سون (همسر سابق ایل-نام)
- چوی سو-رین در نقش سو یونگ-جو (همسر سابق این-هو)
- کیم سان-هو در نقش کانگ مین (دوست‌پسر یونگ-جو)
- یون هه-یونگ در نقش پارک جم-ما (تهیه‌کننده برنامه رادیویی)
- لی آه-جین در نقش می-ری (پادوی برنامه رادیویی)
- چوی یون سو در نقش هان یو-جین
- چوی سونگ-کیونگ در نقش آشپز جونگ گوم
- کوان کی-سون در نقش عمهٔ این-هو
- جانگ یو-جون در نقش خوانندهٔ تازه‌کار کیم جی-وون
- سونگ جونگ-هو در نقش (قرار بدون آشنایی قبلی این-هو)
- کیم وو-سوک در نقش اون وو
- شاینی (مهمان، قسمت‌های ۹–۱۰)
- اوه جی-هو در نقش خودش (مهمان، قسمت‌های ۷، ۹–۱۰)
- ته جین-آه در نقش خودش (مهمان، قسمت ۱)
- هو سو-کیونگ در نقش خودش (مهمان، قسمت ۱)
- اوه مین-سوک در نقش معلم جه-را
- سونگ سونگ-یونگ